# FUT9
FUT9 (англ. Fucosyltransferase 9) – білок, який кодується однойменним геном, розташованим у людей на короткому плечі 6-ї хромосоми. Довжина поліпептидного ланцюга білка становить 359 амінокислот, а молекулярна маса — 42 071.
| 10         |  | 20         |  | 30         |  | 40         |  | 50         |
| ---------- |  | ---------- |  | ---------- |  | ---------- |  | ---------- |
| MTSTSKGILR |  | PFLIVCIILG |  | CFMACLLIYI |  | KPTNSWIFSP |  | MESASSVLKM |
| KNFFSTKTDY |  | FNETTILVWV |  | WPFGQTFDLT |  | SCQAMFNIQG |  | CHLTTDRSLY |
| NKSHAVLIHH |  | RDISWDLTNL |  | PQQARPPFQK |  | WIWMNLESPT |  | HTPQKSGIEH |
| LFNLTLTYRR |  | DSDIQVPYGF |  | LTVSTNPFVF |  | EVPSKEKLVC |  | WVVSNWNPEH |
| ARVKYYNELS |  | KSIEIHTYGQ |  | AFGEYVNDKN |  | LIPTISTCKF |  | YLSFENSIHK |
| DYITEKLYNA |  | FLAGSVPVVL |  | GPSRENYENY |  | IPADSFIHVE |  | DYNSPSELAK |
| YLKEVDKNNK |  | LYLSYFNWRK |  | DFTVNLPRFW |  | ESHACLACDH |  | VKRHQEYKSV |
| GNLEKWFWN  |  |            |  |            |  |            |  |            |

A: Аланін

C: Цистеїн

D: Аспарагінова кислота

E: Глутамінова кислота

F: Фенілаланін

G: Гліцин

H: Гістидин

I: Ізолейцин

K: Лізин

L: Лейцин

M: Метіонін

N: Аспарагін

P: Пролін

Q: Глутамін

R: Аргінін

S: Серин

T: Треонін

V: Валін

W: Триптофан

Кодований геном білок за функціями належить до трансфераз, глікозилтрансфераз. 
Локалізований у мембрані, апараті гольджі.